# Rami Hakanpää
Rami Hakanpää est un footballeur finlandais né le 9 octobre 1978 à Pori en (Finlande). Ce joueur évolue comme milieu de terrain.

## Palmarès
FC Jazz Pori
- Championnat de Finlande
  - Champion (1) : 1996

 HJK Helsinki
- Championnat de Finlande
  - Champion (4) : 2002, 2003, 2011, 2012
- Coupe de Finlande
  - Vainqueur (4) : 2000, 2003, 2006, 2011

 FC Honka
- Coupe de la Ligue de Finlande
  - Vainqueur (1) : 2010